# ستيف ببكر
ستيف ببكر (بالإنجليزية: Steve Baker)‏ (8 نوفمبر 1978 في المملكة المتحدة - ) هو لاعب كرة قدم بريطاني في مركز الدفاع. لعب مع نادي ميدلزبره ونادي هارتلبول يونايتد وهدرسفيلد تاون ونادي سكاربورو ونادي غيتزهد ونيوكاسل بلوستار ‏ ودارلينجتون إف سى.

## وصلات خارجية
- ستيف ببكر على موقع قاعدة بيانات كرة القدم.إي يو (الإنجليزية)
- ستيف ببكر على موقع Soccerbase.com (لاعب) (الإنجليزية)
- ستيف ببكر على موقع عالم كرة القدم.نت (الإنجليزية)